# Zuidelijk dwerglopertje
De zuidelijk dwerglopertje (Microvelia pygmaea) is een wants uit de familie van de beeklopers (Veliidae). De soort werd het eerst wetenschappelijk beschreven door Jean-Marie Léon Dufour in 1833.

## Uiterlijk
De kleine smal ovaal gevormde wants is incidenteel langvleugelig (macropteer) maar heeft meestal geen vleugels (apteer) en kan 1,5 tot 2 mm lang worden. Het halsschild is, net als de voorvleugels bij de langvleugelige varianten, grijs en bedekt de achterste twee delen van het borststuk (het mesonotum en metanotum). Over de voorkant van het halsschild loopt een smalle lichte bruinrode band die in het midden onderbroken is. Het zuidelijk dwerglopertje lijkt op het slanke dwerglopertje (Microvelia buenoi), die heeft echter geen grijze vleugels (als hij macropteer is) en de lijn over het halsschild is niet onderbroken. Het zuidelijk dwerglopertje lijkt ook op het gewone dwerglopertje (Microvelia reticulata), die heeft echter een lichte band bij de voorrand van het halsschild, die in het midden onderbroken is.

## Leefwijze
De soort overwintert waarschijnlijk als volwassen dier. In Nederland zijn er waarschijnlijk twee generaties per jaar. De volwassen wantsen zijn van mei tot oktober te vinden langs oevers van kanalen en beken. Ze geven de voorkeur aan begroeide oeverzones, liefst bij vegetatie met takken die in het water hangen. Hier worden de eitjes op afgezet. 

## Leefgebied
De soort is in Nederland zeldzaam. De soort heeft een Palearctische verspreiding. In Europa komt de wants vooral in het mediterrane gebied voor en is zeldzaam in Centraal-Europa.